# Tirnawos (gmina)
Tirnawos (gr. Δήμος Τυρνάβου, Dimos Tirnawu) – gmina w Grecji, w administracji zdecentralizowanej Tesalia-Grecja Środkowa, w regionie Tesalia, w jednostce regionalnej Larisa. W 2011 roku liczyła 25 032 mieszkańców. Powstała 1 stycznia 2011 roku w wyniku połączenia dotychczasowych gmin Tirnawos i Ambelonas. Siedzibą gminy jest Tirnawos.